# Good Day Sunshine
Pistes de Revolver
She Said She Said And Your Bird Can Sing
Good Day Sunshine est une chanson des Beatles, écrite par Paul McCartney aidé par John Lennon, enregistrée aux studios EMI les 8 et 9 juin 1966, publiée le 5 août suivant sur l’album Revolver, et figurant en premier titre de la face B du 33 tours original. 

## Composition
Alors que le tube des Lovin’ Spoonful, Daydream, tournait sur les ondes à la fin du printemps 1966, les Beatles étaient en train d’enregistrer Revolver. Paul McCartney se trouvait chez John Lennon à Kenwood, Weybridge, au sud-ouest de l’agglomération londonienne, comme souvent à cette époque, lorsqu’il s’agissait de travailler ensemble. Il eut envie d’« écrire un truc similaire ». 
Tout comme Daydream, Good Day Sunshine parle d’amour par un temps superbe, et il se trouve qu’il faisait très beau le jour où cette chanson fut écrite.
John Sebastian, le leader des Lovin’ Spoonful, n'a pas pris ombrage de cet « emprunt » : « L’un des merveilleux avantages des Beatles, c’est qu’ils avaient une telle originalité, que même lorsqu’ils piquaient une idée à quelqu’un d’autre, on ne s’en apercevait pas. J’avais bien pensé que certaines de leurs chansons étaient un peu dans notre style, mais il a fallu que Paul en parle dans une interview pour que je réalise que nous avions inspiré Good Day Sunshine », dira Sebastian, qui entra plus tard dans la légende en donnant un concert mémorable lors du festival de Woodstock en 1969. 
« John Lennon et moi l’avons écrite ensemble, mais c’était surtout un titre de moi et il m’a aidé » explique Paul McCartney.

## Enregistrement
La chanson fut enregistrée le 8 juin 1966 et les prises supplémentaires (overdubs) le lendemain. L'enregistrement initial a été fait avec Paul McCartney au chant, au piano et à la basse, accompagné de Ringo Starr à la batterie. John Lennon et George Harrison n’ont participé qu’aux chœurs sur ce titre. C'est le producteur George Martin qui effectue le solo de piano, dont la prise de son a été faite avec un enregistreur à bandes, tournant plus doucement qu'à son habitude,. 
Il y a une « phrase cachée » dans la chanson. Juste après que Paul McCartney a chanté « she feels good », on entend faiblement la voix de John Lennon murmurer « she fucking does ».

### Interprètes
- Paul McCartney - chant, chœurs, piano, claquements de mains
- John Lennon - guitare, chœurs, claquements de mains
- George Harrison - basse, chœurs, claquements de mains
- Ringo Starr - batterie, claquements de mains
- George Martin - solo de piano.

### Équipe technique
- George Martin - production
- Geoff Emerick - ingénieur du son
- Phil McDonald - ingénieur du son assistant
- Richard Lush - ingénieur du son assistant

## Good Day Sunshineen orbite
Le 9 août 2005, la chanson fut jouée pour réveiller les astronautes de la mission Discovery (STS-114) le jour de leur retour sur terre. Cette mission était la première depuis l’explosion de la navette Columbia le 1er février 2003. 
Le 13 novembre 2005, en liaison directe d’Anaheim en Californie où il se produisait avec son groupe, Paul McCartney interpréta Good Day Sunshine pour Bill McArthur et son collègue russe Valeri Tokarev qui se trouvaient en orbite dans la Station spatiale internationale. « Sir Paul » est ainsi le premier musicien à avoir joué de la musique en direct pour un public dans l'espace.

## Reprises par d'autres artistes
Plusieurs artistes ont repris cette chanson, parmi lesquels :
- Stu Phillips & The Hollyridge Strings sur l'album The Beatles Songbook vol. 4 (1967)
- Lulu sur Melody Fair (1970)
- Lou Rawls sur Seasons 4 U (1998)
- The Bangles sur All Together Now : Beatles Stuff for Kids of All Ages (2006)
- Judy Collins sur Judy Collins Sings Lennon & McCartney (2007)

Paul McCartney en solo l'a interprété notamment sur Give My Regards to Broad Street (1984)